# 东津镇 (绥化市)
东津镇，是中华人民共和国黑龙江省绥化市北林区下辖的一个乡镇级行政单位。

## 行政区划
东津镇下辖以下地区：
利民街社区、爱国村、利民村、利胜村、利发村、利新村、福兴村、先进村和红光村。